# ائتلاف الإعمار والتنمية
ائتلاف الإعمار والتنمية هو تحالف انتخابي وبرلماني تأسَّس على يد رئيس الوزراء العراقي محمد شياع السوداني بهدف خوض الانتخابات البرلمانية المقررة في 11 تشرين الثاني/ نوفمبر 2025 ودعم توليه رئاسة الحكومة لولاية ثانية. أعلن عن تشكيله في 20 أيار/ مايو 2025، ويضم مجموعة من الأحزاب السياسية ونوابًا مستقلين.